# Halla Tómasdóttir
Halla Tómasdóttir (Reikiavik, 11 de octubre de 1968) es una empresaria y política islandesa que ocupa el cargo de Presidenta de Islandia desde 2024, siendo la segunda mujer en ocupar dicho cargo después de Vigdís Finnbogadóttir.

## Biografía
Fue miembro del equipo fundador de la Universidad de Reikiavik en 1998 y confundadora de Auður Capital, una empresa de inversión. Halla cónyuge Björn Skúlason.

### Carrera política

#### Primera candidatura presidencial (2016)
Halla anunció su candidatura a la presidencia de Islandia para las elecciones presidenciales de 2016. Obtuvo el 27,9% de los votos, el segundo porcentaje más alto después del ganador, Guðni Th. Jóhannesson, que obtuvo el 39,1%.
En agosto de 2018, Halla se convirtió en directora ejecutiva de The B Team, un colectivo de líderes empresariales y de la sociedad civil globales que trabajan para catalizar mejores prácticas comerciales para el bienestar de las personas y el planeta.

#### Segunda candidatura presidencial (2024)
En 2024, se postuló nuevamente para la presidencia del país. En esta ocasión, Halla se hizo con el triunfo y derrotó a la ex primera ministra Katrín Jakobsdóttir. 
| Predecesor: Guðni Thorlacius Jóhannesson | Presidenta de Islandia 2024-presente | Sucesor: En el cargo |

## Honores

### Honores Nacionales
- :
  -  Gran Maestre y Gran Cruz con Collar de la Orden del Halcón (1/08/2024)

### Honores Extranjeros
- :
  -  Dama de la Orden del Elefante (8/10/2024)[6]
- : 
  -  Dama gran cruz de la Orden de San Olaf (08/04/2025)[7]
- :
  -  Dama de la Orden de los Serafines (06/05/2025)